# Ideopsis homonyma
Ideopsis homonyma är en fjärilsart som beskrevs av Felix Bryk 1937. Ideopsis homonyma ingår i släktet Ideopsis och familjen praktfjärilar. Inga underarter finns listade i Catalogue of Life.